# Combin de Valsorey
Combin de Valsorey är en bergstopp i Schweiz. Den ligger i distriktet Entremont och kantonen Valais, i den södra delen av landet. Toppen på Combin de Valsorey är 4 184 meter över havet.
Den högsta punkten i närheten är Grand Combin, 4 314 meter över havet, öster om Combin de Valsorey.
Trakten runt Combin de Valsorey består i huvudsak av kala bergstoppar och isformationer.